# Saganbacteria
Saganbacteria o WOR-1 es un género candidato de bacterias perteneciente al filo Margulisiibacteriota y por tanto esta cercanamente emparentado con las cianobacterias aunque no sean bacterias fotosínteticas.

## Taxonomía
Se ha descrito los siguientes especímenes que no han sido nombrados:
- Candidate division WOR-1 bacterium DG_54_3
- Candidate division WOR-1 bacterium RIFCSPHIGHO2_01_FULL_53_15
- Candidate division WOR-1 bacterium RIFCSPHIGHO2_02_FULL_45_12
- Candidate division WOR-1 bacterium RIFCSPHIGHO2_02_FULL_53_26
- Candidate division WOR-1 bacterium RIFCSPLOWO2_02_FULL_46_20
- Candidate division WOR-1 bacterium RIFCSPLOWO2_12_FULL_45_9
- Candidate division WOR-1 bacterium RIFOXYA12_FULL_36_13
- Candidate division WOR-1 bacterium RIFOXYA12_FULL_43_27
- Candidate division WOR-1 bacterium RIFOXYA12_FULL_52_29
- Candidate division WOR-1 bacterium RIFOXYA2_FULL_36_21
- Candidate division WOR-1 bacterium RIFOXYA2_FULL_37_7
- Candidate division WOR-1 bacterium RIFOXYA2_FULL_41_14
- Candidate division WOR-1 bacterium RIFOXYA2_FULL_46_56
- Candidate division WOR-1 bacterium RIFOXYA2_FULL_51_19
- Candidate division WOR-1 bacterium RIFOXYB12_FULL_52_16
- Candidate division WOR-1 bacterium RIFOXYB2_FULL_36_35
- Candidate division WOR-1 bacterium RIFOXYB2_FULL_37_13
- Candidate division WOR-1 bacterium RIFOXYB2_FULL_42_35
- Candidate division WOR-1 bacterium RIFOXYB2_FULL_45_9
- Candidate division WOR-1 bacterium RIFOXYB2_FULL_46_45
- Candidate division WOR-1 bacterium RIFOXYB2_FULL_48_7
- Candidate division WOR-1 bacterium RIFOXYC12_FULL_54_18
- Candidate division WOR-1 bacterium RIFOXYC2_FULL_37_10
- Candidate division WOR-1 bacterium RIFOXYC2_FULL_41_25
- Candidate division WOR-1 bacterium RIFOXYC2_FULL_46_14
- Candidate division WOR-1 bacterium RIFOXYD2_FULL_36_8
- Candidate division WOR-1 bacterium RIFOXYD2_FULL_41_8
- Candidatus Saganbacteria bacterium
- Candidatus Saganbacteria bacterium CG08_land_8_20_14_0_20_45_16